# マックス・プランク・メダル
マックス・プランク・メダル（Max-Planck-Medaille）は、毎年ドイツ物理学会が理論物理学の優れた業績に対して授与する賞である。

## 受賞者一覧
- 1929年 マックス・プランク 、 アルベルト・アインシュタイン
- 1930年 ニールス・ボーア
- 1931年 アルノルト・ゾンマーフェルト
- 1932年 マックス・フォン・ラウエ
- 1933年 ヴェルナー・ハイゼンベルク
- 1934年 - 1936年 受賞なし
- 1937年 エルヴィン・シュレーディンガー
- 1938年 ルイ・ド・ブロイ
- 1939年 - 1941年 受賞なし
- 1942年 パスクアル・ヨルダン
- 1943年 フリードリヒ・フント
- 1944年 ワルター・コッセル
- 1945年 - 1947年 受賞なし
- 1948年 マックス・ボルン
- 1949年 オットー・ハーン 、 リーゼ・マイトナー
- 1950年 ピーター・デバイ
- 1951年 ジェイムス・フランク、 グスタフ・ヘルツ
- 1952年 ポール・ディラック
- 1953年 ワルサー・ボーテ
- 1954年 エンリコ・フェルミ
- 1955年 ハンス・ベーテ
- 1956年 ビクター・ウェイスコプフ
- 1957年 カール・フォン・ヴァイツゼッカー
- 1958年 ヴォルフガング・パウリ
- 1959年 オスカル・クライン
- 1960年 レフ・ランダウ
- 1961年 ユージン・ウィグナー
- 1962年 ラルフ・クローニッヒ
- 1963年 ルドルフ・パイエルス
- 1964年 サミュエル・ゴーズミット 、ジョージ・ウーレンベック
- 1965年 受賞なし
- 1966年 Gerhart Lüders
- 1967年 ハリー・レーマン
- 1968年 ヴァルター・ハイトラー
- 1969年 フリーマン・ダイソン
- 1970年 Rudolf Haag
- 1971年 受賞なし
- 1972年 ヘルベルト・フレーリッヒ
- 1973年 ニコライ・ボゴリューボフ
- 1974年 Leon van Hove
- 1975年 Gregor Wentzel
- 1976年 エルンスト・シュテュッケルベルク
- 1977年 Walter Thirring
- 1978年 パウル・ペーター・エバルト
- 1979年 Marcus Fierz
- 1980年 受賞なし
- 1981年 Kurt Symanzik
- 1982年 Hans-Arwed Weidenmuller
- 1983年 ニコラス・ケンマー
- 1984年 Res Jost
- 1985年 南部陽一郎
- 1986年 フランツ・ウェグナー
- 1987年 ユリウス・ヴェス
- 1988年 Valentine Bargmann
- 1989年 ブルーノ・ズミノ
- 1990年 ヘルマン・ハーケン
- 1991年 ヴォルフハルト・ツィマーマン（英語版）
- 1992年 エリオット・H・リーブ
- 1993年 クルト・ビンダー
- 1994年 Hans-Jurgen Borchers
- 1995年 Siegfried Grosmann
- 1996年 Ludwig Faddejew
- 1997年 Gerald Brown
- 1998年 Raymond Stora
- 1999年 ピエール・ホーエンバーグ
- 2000年 Martin Luscher
- 2001年 Jurg Frohlich
- 2002年 Jurgen Ehlers
- 2003年 Martin Gutzwiller
- 2004年 Klaus Hepp
- 2005年 ペーター・ツォラー
- 2006年 Wolfgang Götze
- 2007年 Joel Lebowitz
- 2008年 Detlev Buchholz
- 2009年 Robert Graham
- 2010年 Dieter Vollhardt
- 2011年 ジョルジョ・パリージ
- 2012年 Martin Zirnbauer
- 2013年 Werner Nahm
- 2014年 ダヴィッド・ルエール
- 2015年 Viatcheslav Mukhanov
- 2016年 ヘルベルト・ワグナー
- 2017年 Herbert Spohn
- 2018年 イグナシオ・シラク
- 2019年 Detlef Lohse
- 2020年 Andrzej Buras
- 2021年 アレクサンドル・ポリャコフ
- 2022年 Annette Zippelius
- 2023年 ラシード・スニャーエフ
- 2024年 Erwin Frey
- 2025年 Reinhard F. Werner